# 바터니베이

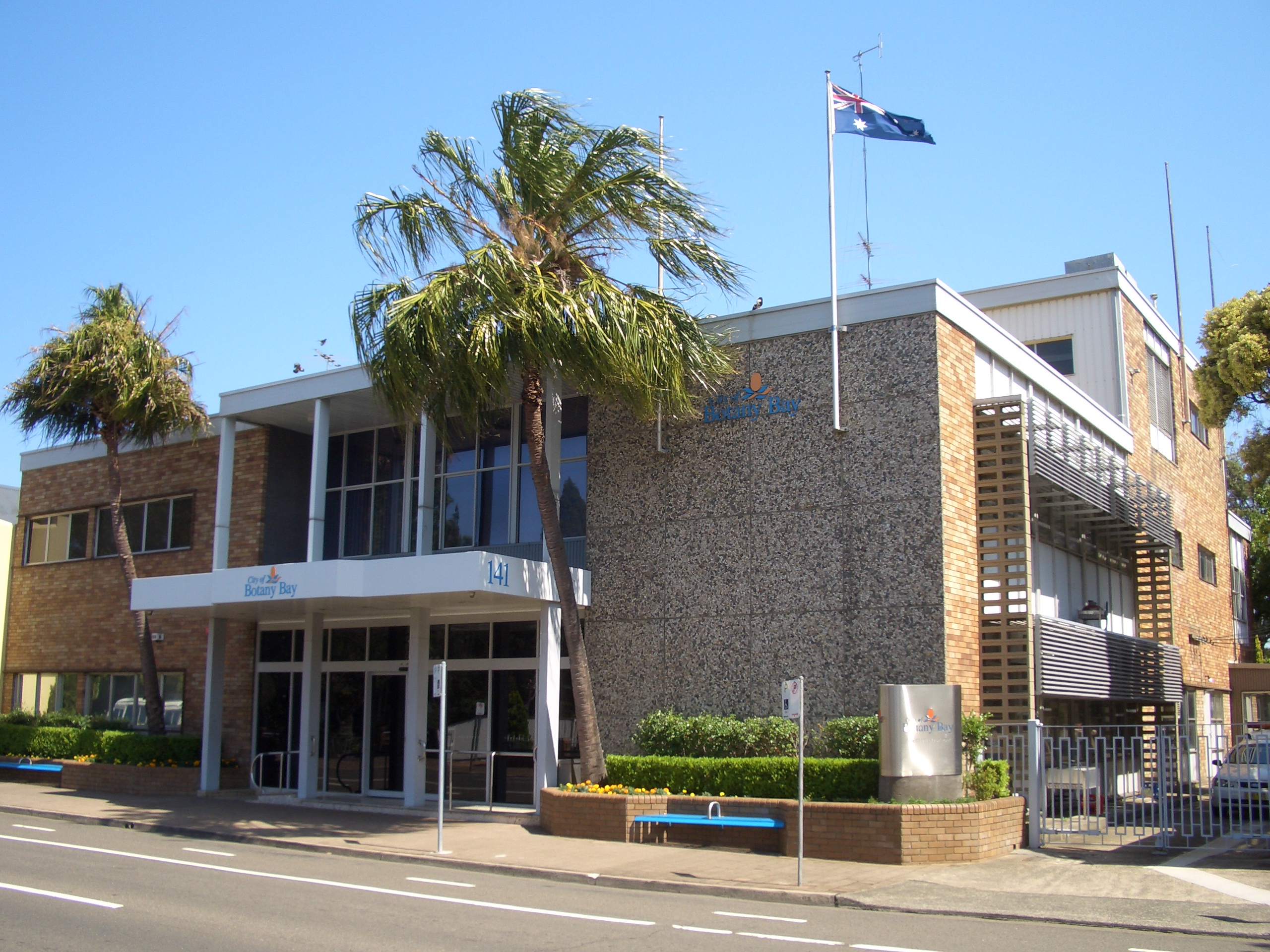
바터니베이 시 정부 청사

바터니베이(영어: City of Botany Bay) 또는 시티오브바터니베이는 오스트레일리아(호주) 뉴사우스웨일스주 시드니 남동부에 위치한 행정구로, 인구는 35,897명(2006년 기준)이다.

## 통계
- 인구: 35,897명 (남성: 17,735명, 여성: 18,162명)
  - 원주민 인구: 558명 (1.6%, 남성: 274명, 여성: 284명)
  - 유럽계(그리스계, 이탈리아계가 주를 이룸): 22.07%
  - 동아시아, 동남아시아, 남아시아계: 19.24%
  - 중동, 북아프리카계: 7.17%
  - 멜라네시아, 폴리네시아, 미크로네시아계: 2.72%

- 언어(2001년 오스트레일리아 연방 통계청 조사 결과를 기준으로 함)
  - 영어
  - 그리스어: 7.4%
  - 중국어: 5.05%
  - 스페인어: 4.5%

- 평균수입: 300~399 오스트레일리아 달러/주 (15세 이상)